# Odontocheila trilbyana
Odontocheila trilbyana is een keversoort uit de familie van de loopkevers (Carabidae). De wetenschappelijke naam van de soort is voor het eerst geldig gepubliceerd in 1857 door Carl Gustaf Thomson.